# 波士頓鎮區 (阿肯色州牛頓縣)
波士頓鎮區（英語：Boston Township）是位於美國阿肯色州牛頓縣的一個行政鎮區。

## 地方資料
波士頓鎮區的面積為82.79平方千米，當中陸地面積為82.74平方千米，而水域面積為0.05平方千米。根據2010年美國人口普查的數據，當地共有人口65人，而人口密度為每平方千米0.79人。